# Abspannportal
Ein Abspannportal ist ein portalartiger Leitungsstützpunkt für die Verlegung (Abspannung) von Leitungen in Schaltanlagen wie etwa einem Umspannwerk. Abspannportale sind meistens Stahlrohr- oder offene Schweiß- bzw. offene Stahlfachwerkkonstruktionen. Aus Gründen des Korrosionsschutzes und der Festigkeitskontrollen sollen keinerlei Oberflächen unzugänglich eingeschlossen sein.
Die in x-y-z-Richtungskräfte aufgeteilten Züge werden vom horizontalen „Riegel“ (in 110-kV-Anlagen ca. 10 m lang) aufgenommen und in die im Boden massiv einbetonierten „Steher“ eingeleitet. Das stahlbewehrte Köcherfundament auf einer Basisplatte nimmt sämtliche Lasten auf, auch Ausnahmezusatzlasten bei extremen Leiterzügen. Die Auslegung der Gerüststatik erfolgt nach den Ergebnissen aus Vorschrift ÖVE L11 bzw. der VDE-Vorschrift.

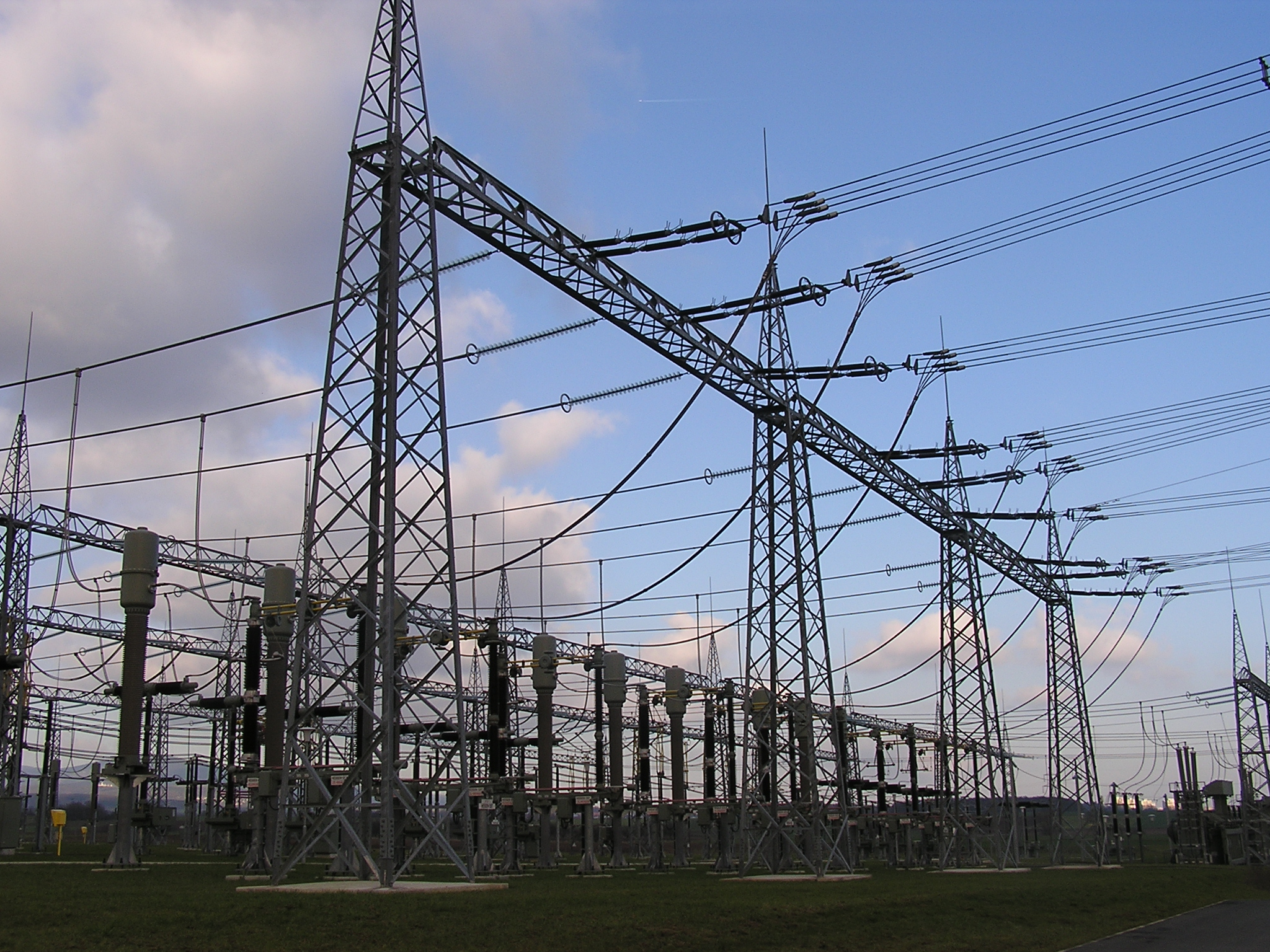
Abspannportal einer 380-kV-Freiluftschaltanlage
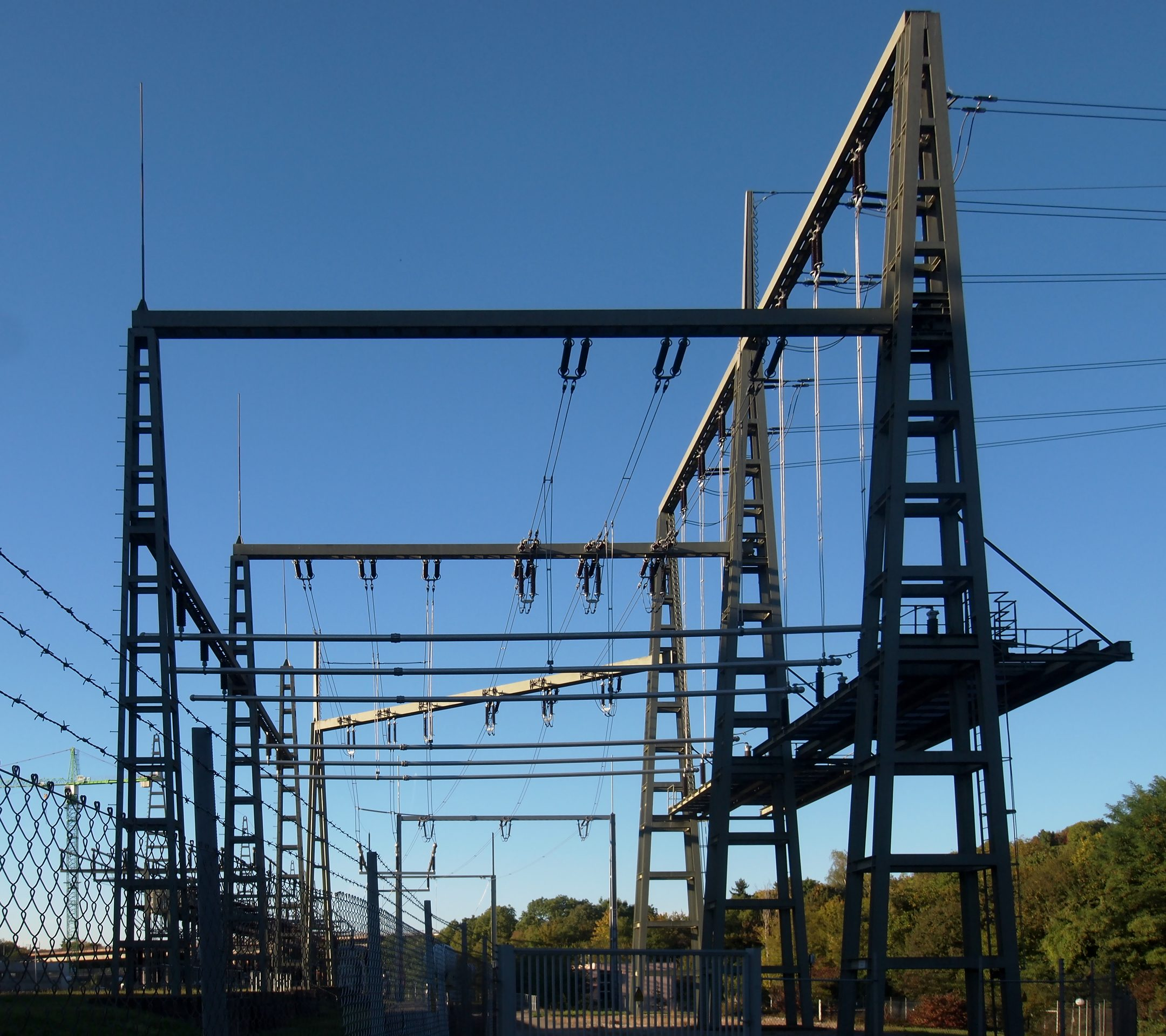
Abspannportale, ehem. 220 kV
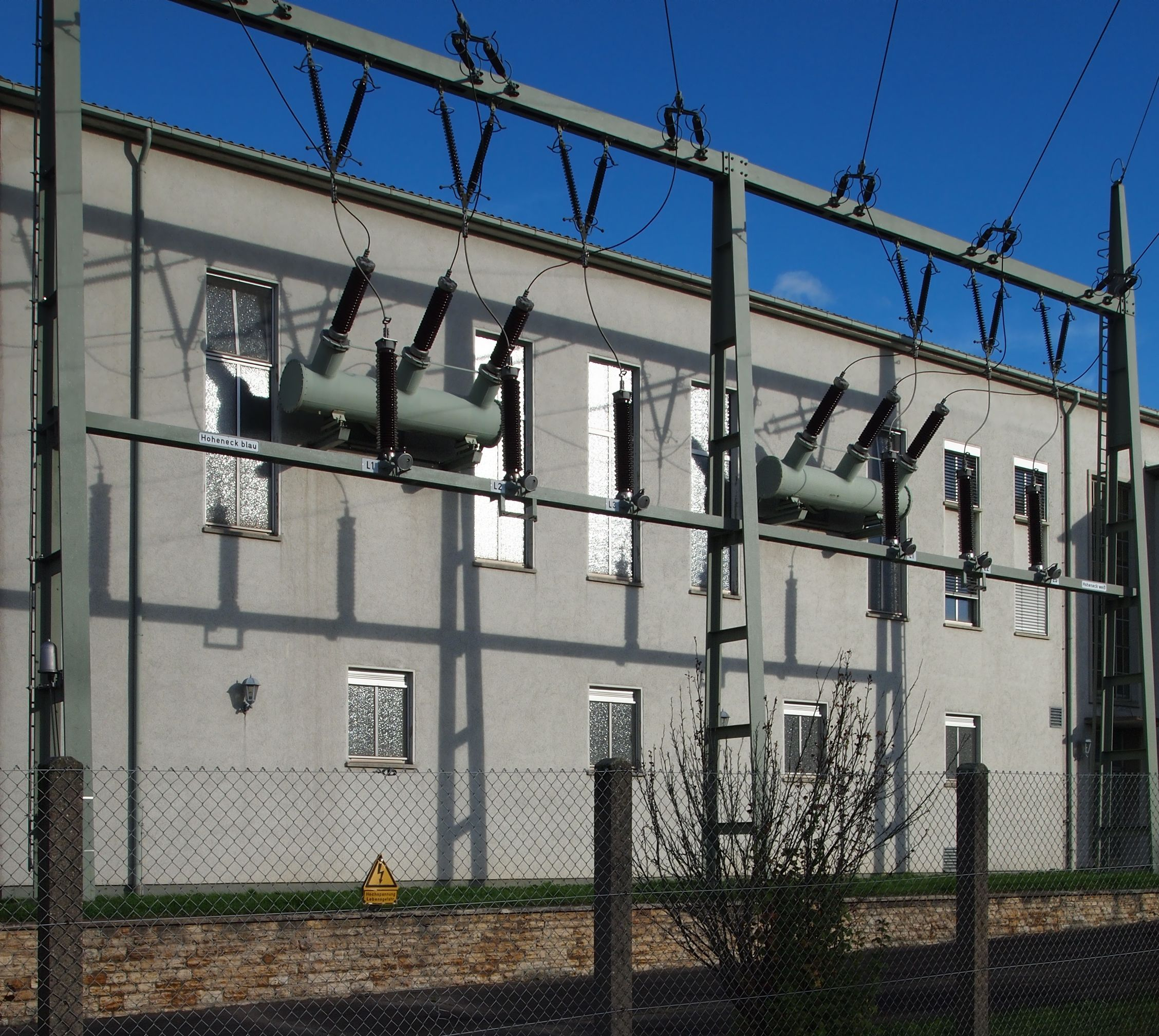
Abspannportal dicht vor einem Schalthaus
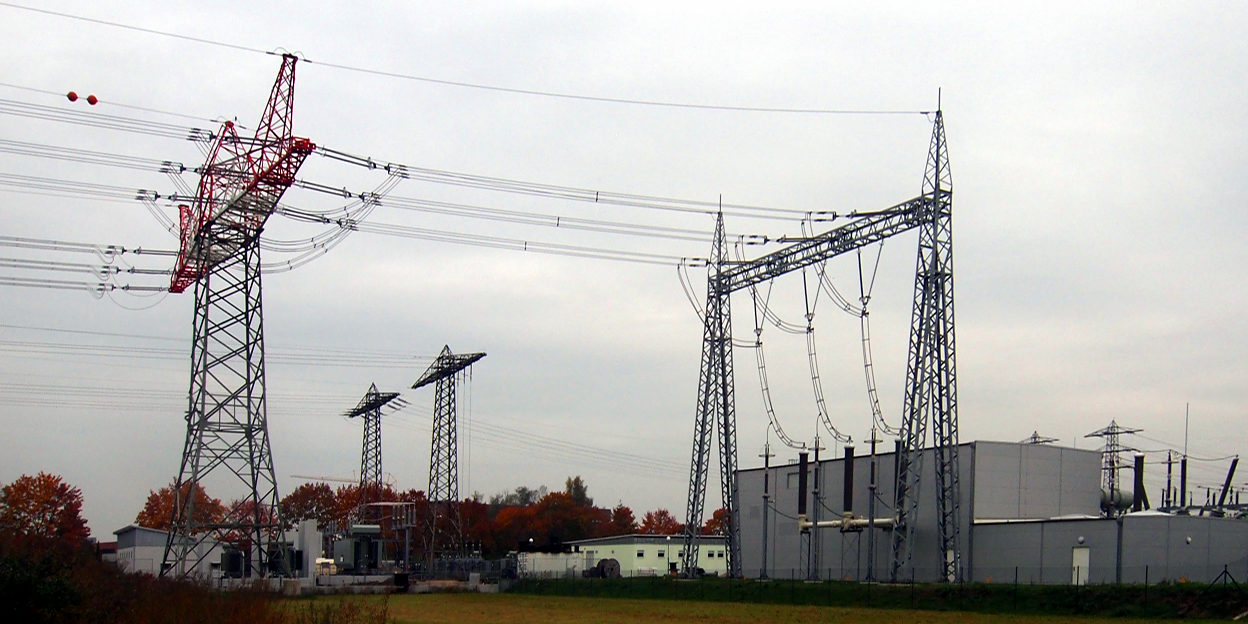
Abspannmast und Abspannportal, 380 kV
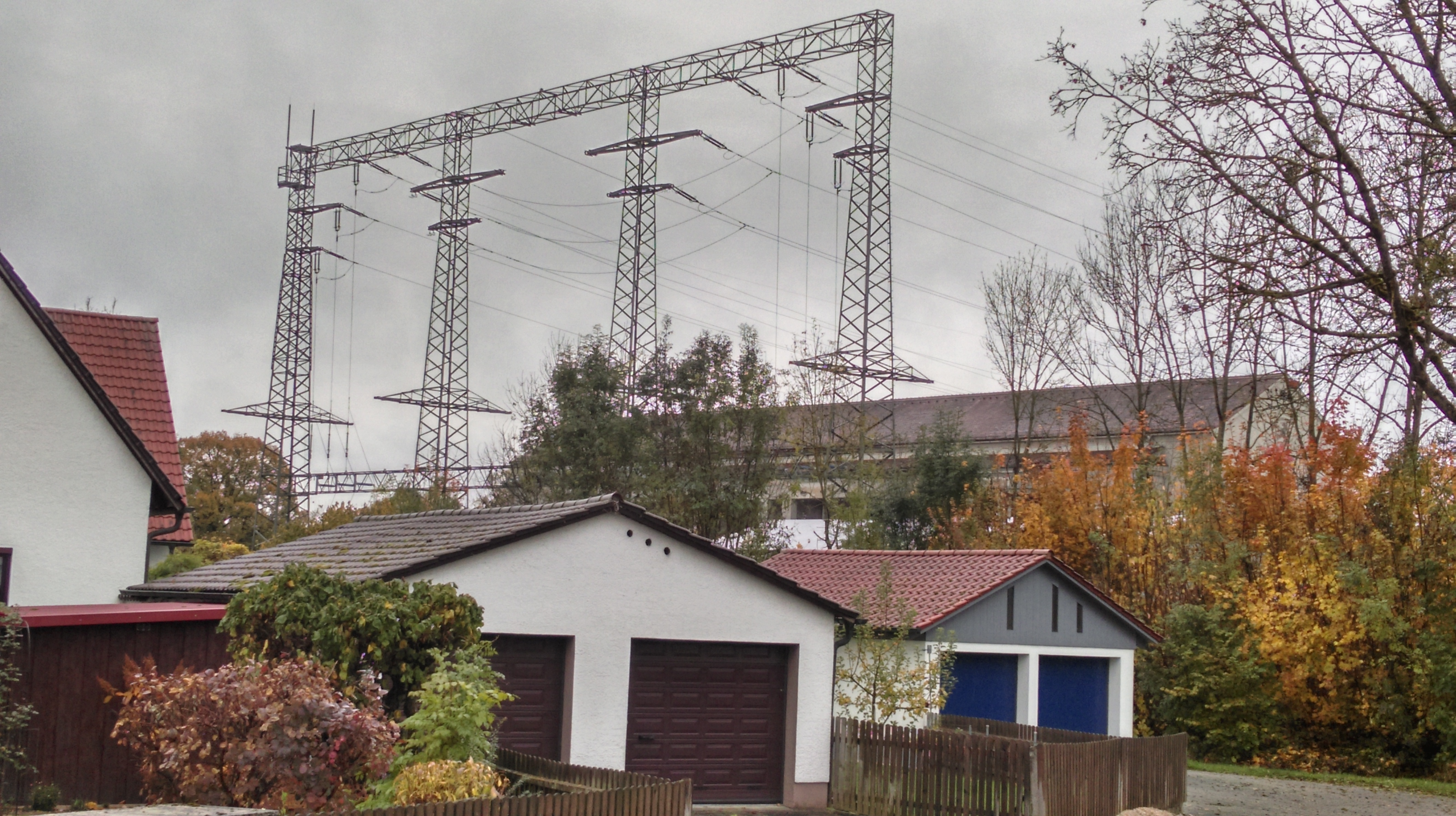
Drei-Ebenen-Abspannportal für 110 kV in Altdorf
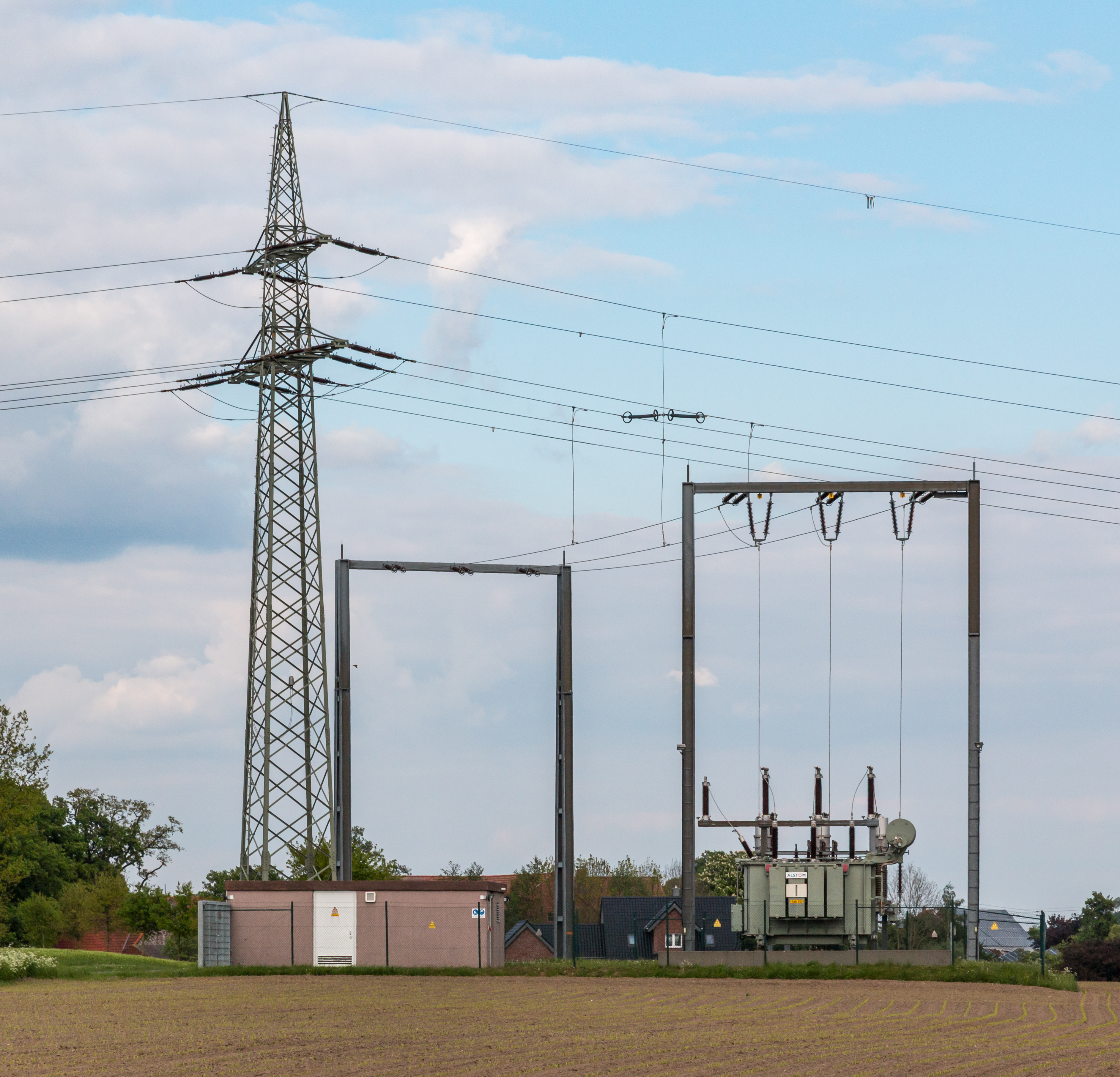
Abspannportale für eine Sammelschiene
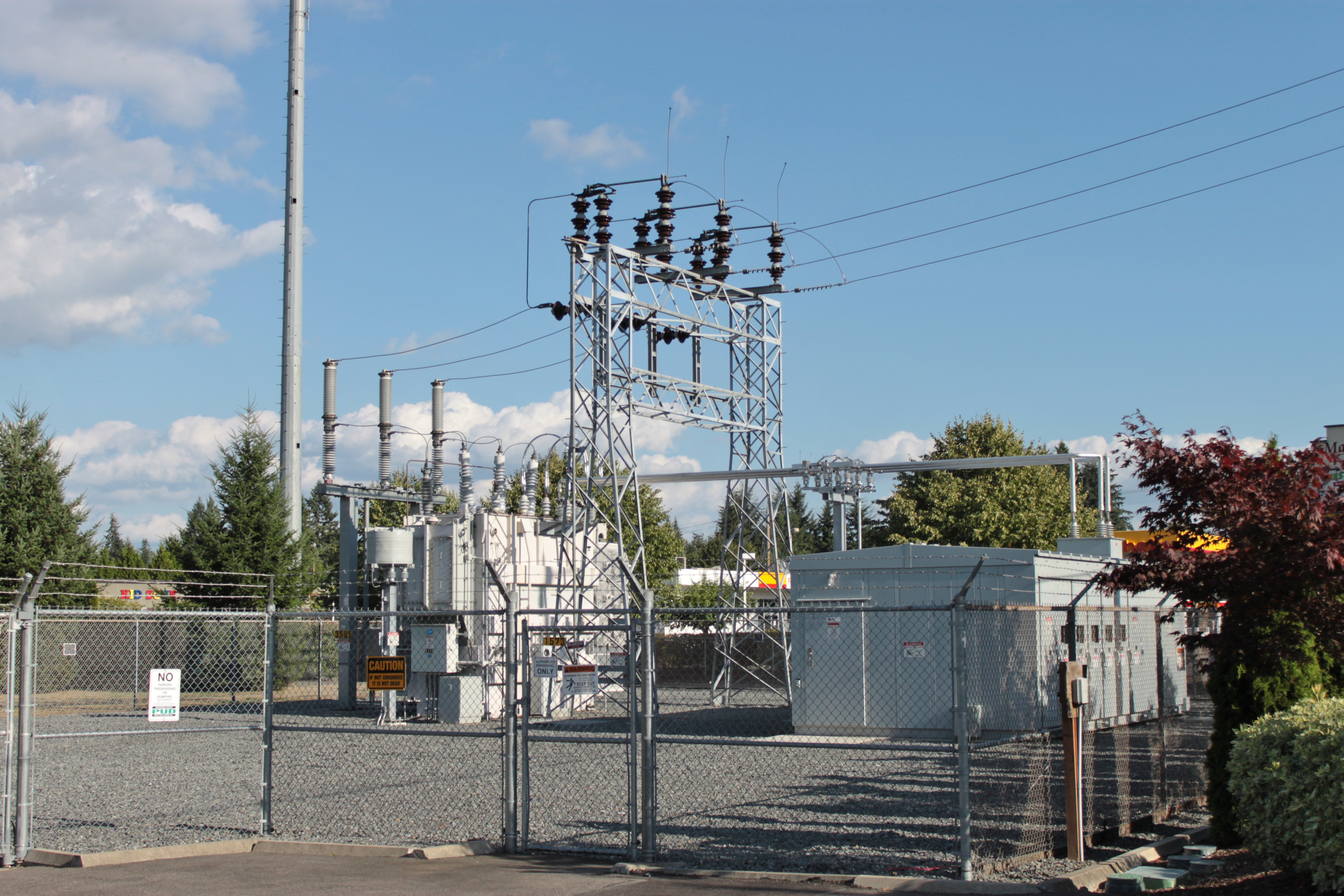
Portalmast an einem Umspannwerk in den USA mit auf der Traverse montiertem Trennschalter
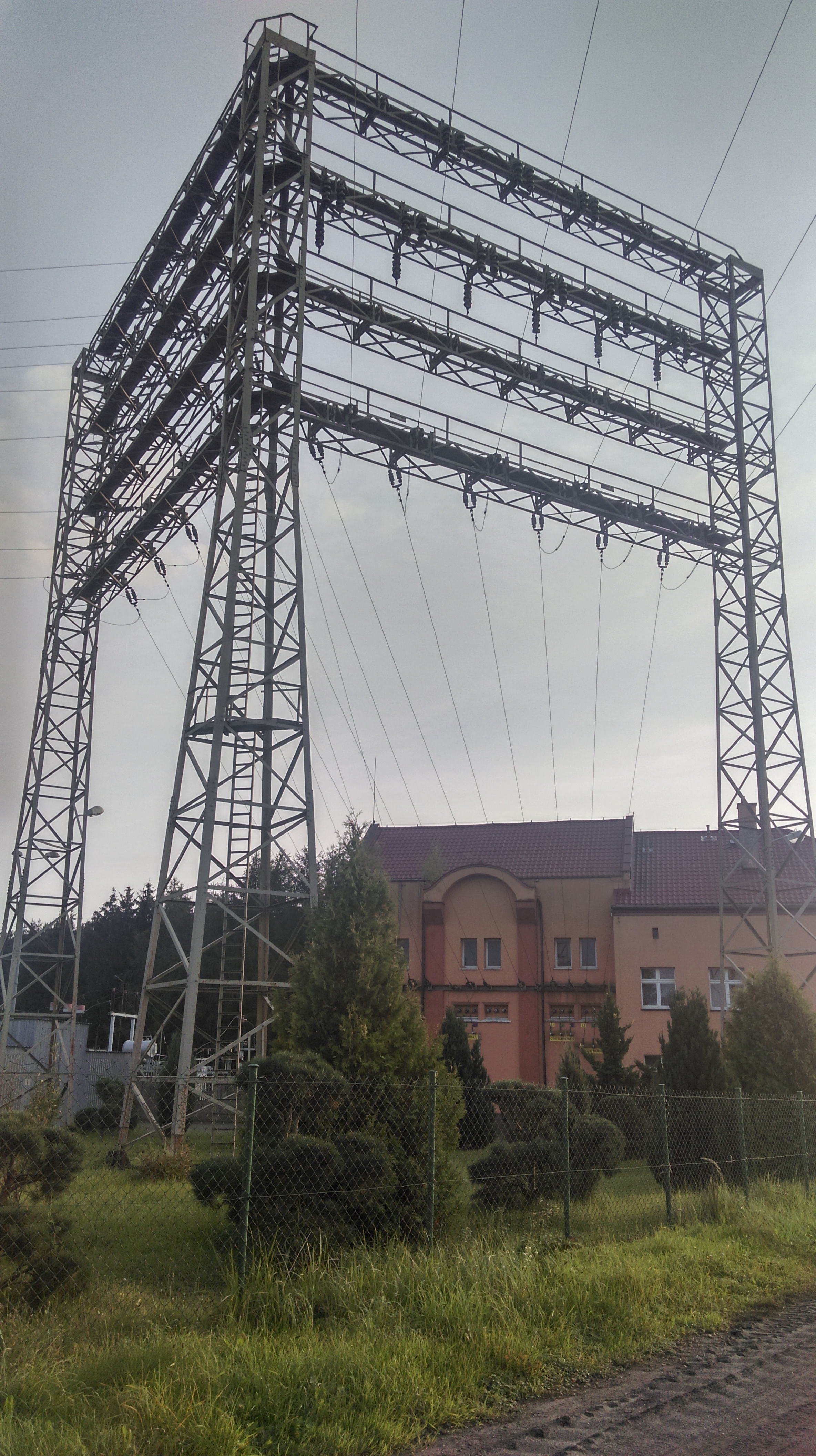
Mehrstöckiges Verteilportal für Mittelspannung in Polen
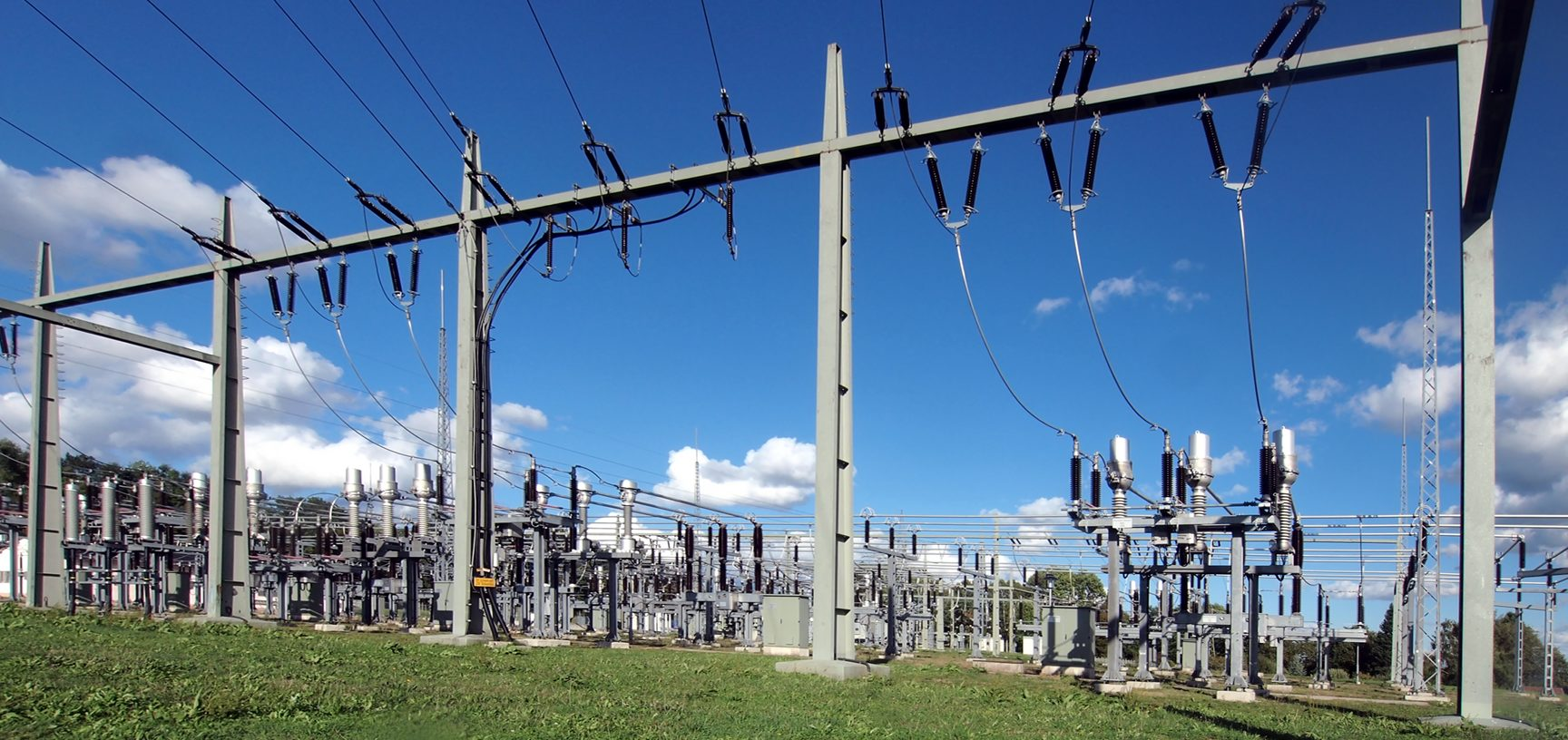
110 kV, eine Leitung führt Mittelspannung und in einen Endverschluss